# Estación Cinco Saltos
Cinco Saltos es una estación de ferrocarril del Ramal Ferroviario Cipolletti - Barda del Medio ubicada en el Departamento General Roca, Provincia de Río Negro, Argentina.

## Servicios
Pertenece al Ferrocarril General Roca en su ramal entre Cipolletti y Kilómetro 1218.
No prestaba servicios de pasajeros desde 1993, sin embargo por sus vías corren trenes de carga, a cargo de la empresa Ferrosur Roca. El ramal fue reactivado en 2015 durante el gobierno de Cristina Elisabet Fernández de Kirchner.

## Ubicación
Se accede desde la Calle Tucumán en el cruce con a Av. Belgrano.